# Семовенти 47/32
Самоходни топ 47/32 (итал. Semovente L. 40 da 47/32) је италијански самоходни топ из Другог светског рата који је произвела фирма Фијат-Ансалдо.

## Карактеристике
Самоходни топ 47/32 био је најмањи италијански јуришни топ, заснован на шасији лаког тенка Л 6/40. Имао је трочлану посаду: командир/нишанџија, пунилац и возач. Једино наоружање био је топ Л/32 калибра 47 mm , који се користио на средњим тенковима, са 70 метака и покретљивошћу од 27 степени хоризонтално и елевацијом од -12 до +20 степени. Рани модели возила имали су отворен кров, али су каснији добили затворену оклопну кабину. Мале димензије возила чиниле су га мањом метом, али је уједно било мало простора за додатну опрему, као што су митраљез или радио. Направљена је и командна верзија, у којој је топ био замењен митраљезом Бреда 38 од 8 mm , остављајући довољно места за радио. Свака чета самоходних топова имала је једно командно возило.